# Leymus ramosoides
Leymus ramosoides är en gräsart som beskrevs av Nikolai Nikolaievich Tzvelev. Leymus ramosoides ingår i släktet strandrågssläktet, och familjen gräs. Inga underarter finns listade i Catalogue of Life.